# I Nomadi 1
I Nomadi 1, o I Nomadi - Volume 1, è un album raccolta dei Nomadi, pubblicato nel 1981 dall'etichetta discografica EMI.

## Tracce
1. Dio è morto
2. Mai come lei nessuna
3. Come potete giudicar
4. Noi non ci saremo
5. So che mi perdonerai
6. Un pugno di sabbia
7. Io vagabondo
8. L'auto corre lontano, ma io corro da te
9. Ho difeso il mio amore
10. Vai via cosa vuoi